# Fred Olen Ray
Fred Olen Ray (ur. 10 września 1954 w Wellston) – amerykański reżyser, scenarzysta i producent filmowy i telewizyjny. Jest profesjonalnym wrestlerem. Jego sportowy pseudonim to Fantastyczny Freddie Valentine.
Urodził się w Wellston w Ohio jako syn Joy i Harry’ego Olena Raya]. Kiedy jego rodzice rozwiedli się, matka ponownie wyszła za mąż za Raya Butlera. Miał brata Johna. Większość swojego dzieciństwa spędził na Florydzie, gdzie zawsze był fanem horrorów w telewizji. Zebrał autografy wielu aktorów grających w tych filmach, w tym Christophera Lee i Petera Cushinga. Uczęszczał do Szkoły Inżynierii przy Uniwersytecie Browna. 
Karierę filmową rozpoczął w 1971. Jest twórcą filmów niskobudżetowych i niezależnych, obejmujących różnorakie gatunki filmowe: horrory, filmy akcji, fantastycznonaukowe, przygodowe, dramaty kryminalne oraz erotyki softcore’owe. Wyprodukował kilka filmów familijnych.
Często używa pseudonimów artystycznych: Bill Carson, S. Carver, Roger Collins, Peter Daniels, Nicholas Medina, Nick Medina, Sam Newfield, Ed Raymond, Sherman Scott, Peter Stewart i Freddie Valentine.
W 1993 ukazała się publikacja jego autorstwa Grind Show - Weirdness as Entertainment, a w 2011 wydał książkę The New Poverty Row: Independent Filmmakers as Distributors.
Był żonaty z Miriam L. Preissel i aktorką Dawn Wildsmith, z którą ma syna Chrisa (ur. 1978). 23 października 1997 ożenił się z producentką Kimberly A. Ray, z którą ma dwóch synów: Maxa i Tony’ego.

## Wybrana filmografia
| Rok       | Tytuł                                    | Reżyser | Scenarzysta | Producent |
| --------- | ---------------------------------------- | ------- | ----------- | --------- |
| 1980      | Śmierć z kosmosu (Alien Dead)            | T       | T           |           |
| 1986      | Odpowiedź zbrojna (Armed Response)       | T       |             |           |
| 1987      | Commando Squad                           | T       |             |           |
| 1987      | Otchłań kosmosu (Deep Space)             | T       | T           |           |
| 1991      | Wizards of the Demon Sword               | T       |             |           |
| 1991      | Wewnętrzne sanktuarium (Inner Sanctum)   | T       |             |           |
| 1993      | Akademia czarownic (Witch Academy)       | T       |             |           |
| 1997      | Rewolwerowiec (The Shooter)              | T       |             |           |
| 1997      | Mała Miss czarownica (Little Miss Magic) | T       |             | T         |
| 1997      | Niewidzialna mama (Invisible Mom)        | T       |             |           |
| 2000      | Zatopieni (Submerged)                    | T       |             |           |
| 2001      | Podniebny terror (Air Rage)              | T       |             |           |
| 2003      | Final Examination                        | T       |             |           |
| 2007–2008 | The Lair                                 | T       | T           |           |